# Rhinolophus imaizumii
Rhinolophus imaizumii es una especie de murciélago de la familia Rhinolophidae.

## Distribución geográfica
Es  endémica de Japón.

## Hábitat
Su hábitat natural son: bosques templados.

## Estado de conservación
Se encuentra amenazada de extinción por la pérdida de su hábitat natural.